# AMD Turion

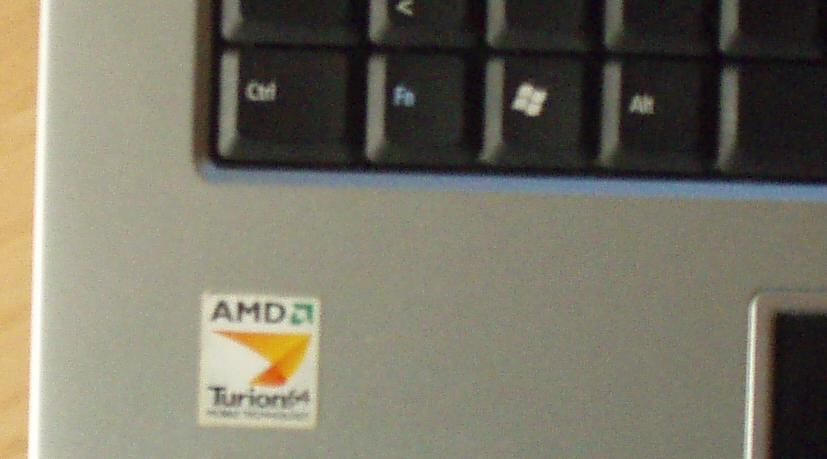
Ordenador portátil equipado con el procesador AMD Turion 64.

El procesador AMD Turion 64 es una versión de bajo consumo del procesador AMD Athlon 64 destinada a los ordenadores portátiles, y constituye la respuesta comercial de AMD a la plataforma Centrino de Intel. Se presentan en dos series, ML con un consumo máximo de 35 W y MT con un consumo de 25 W, frente a los 27 W del Intel Pentium M.
Es compatible con el Socket 754 de AMD y dispone de 512 o 1024 KiB de caché L2 y controlador de memoria de 64 bit integrado.

## Modelos

### Lancaster (90 nm SOI)
- Caché L1: 64 + 64 KiB (datos + instrucciones)
- Caché L2: 512 o 1024 KiB
- MMX, Extended 3DNow!, SSE, SSE2, SSE3, AMD64, Power Now!, Bit NX
- Socket 754, HyperTransport (800 MHz, HT800)
- VCore: 1,00 V - 1,45 V
- TDP: 25 W max en serie MT, 35 W en la serie ML
- Lanzamiento: 10 de marzo de 2005
- Frecuencias de reloj: 1600, 1800, 2000, 2200, 2400 MHz

### Richmond (90 nm)
Como los Lancaster salvo que se añade tecnología de virtualización AMD-V.
Solo dos modelos, el MK-36 de 2000 MHz (512 KiB L2-Caché) y el MK-38 de 2200 MHz (512 KiB L2-Caché), ambos con TDP de 31 W
greetings

## Versiones
| Procesador | Frecuencias | Caché L2 | TDP  |
| ---------- | ----------- | -------- | ---- |
| ML-28      | 1,6 GHz     | 512 KiB  | 32 W |
| ML-30      | 1,6 GHz     | 1 MiB    | 32 W |
| ML-32      | 1,8 GHz     | 512 KiB  | 34 W |
| ML-34      | 1,8 GHz     | 1 MiB    | 34 W |
| ML-37      | 2,0 GHz     | 1 MiB    | 35 W |
| ML-40      | 2,2 GHz     | 1 MiB    | 35 W |
| ML-42      | 2,4 GHz     | 512 KiB  | 35 W |
| ML-44      | 2,4 GHz     | 1 MiB    | 35 W |

| Procesador | Frecuencia | Caché L2 | TDP  |
| ---------- | ---------- | -------- | ---- |
| MT-28      | 1,6 GHz    | 512 KiB  | 22 W |
| MT-30      | 1,6 GHz    | 1 MiB    | 22 W |
| MT-32      | 1,8 GHz    | 512 KiB  | 24 W |
| MT-34      | 1,8 GHz    | 1 MiB    | 24 W |
| MT-37      | 2,0 GHz    | 1 MiB    | 25 W |
| MT-40      | 2,2 GHz    | 1 MiB    | 25 W |
| MK-36      | 2,0 GHz    | 512 KiB  | 31 W |
| MK-38      | 2.2 GHz    | 512 KiB  | 31 W |

- Datos: Q253278
- Multimedia: Turion / Q253278